# FSO Safer
FSO Safer es un navío de almacenamiento y transferencia de petróleo amarrado en el mar Rojo al norte de la ciudad de Al Hudaydah, en Yemen. Fue construido en 1976 en Japón por la Hitachi Zosen Corporation como el petrolero Esso Japan, con un arqueo bruto de 192.679 toneladas, un tonelaje de peso muerto de 406.640,  una eslora de 362 metros y manga de 70 metros, equipado con una turbina a vapor que le permitía alcanzar una velocidad de 15,5 nudos.
En 1987 fue convertido en un navío de almacenaje no propulsado, y renombrado Safer, y al año siguiente amarrado a unos 7 km de la costa de Yemen bajo propiedad del gobierno a través de la Yemen Oil and Gas Corporation, que lo emplearía para almacenar y exportar petróleo proveniente de los campos de Ma'rib. En su configuración de almacenamiento de crudo, el Safer tenía una capacidad de aproximadamente tres millones de barriles.
En marzo de 2015, durante los primeros días de la guerra civil yemení, el navío fue capturado por las fuerzas hutíes cuando tomaron control del litoral costero cercano a su punto de amarre. En los años siguientes, su condición estructural se deterioró significativamente, generando la posibilidad de una catastrófica pérdida de petróleo. También había riesgo de explosión, ya que al no estar en funcionamiento la turbina que normalmente inyecta gases inertes a los tanques de almacenaje, nada impedía la presencia creciente de gases explosivos por evaporación del combustible. Se estimó que el barco contenía cerca de 1.400.000 barriles valuados en cerca de 80 millones de dólares, lo que había representado un tema de controversia y negociación entre los rebeldes y el gobierno de Yemén en el exilio, ambos reclamando el barco y su carga. Para algunos expertos, la catástrofe ambiental en el caso de hundirse o explotar el barco podría ser igual o superior al desastre del Exxon Valdez.
A principios de diciembre de 2019, Al Jazeera informó que el barco había comenzado a perder petróleo, aunque posteriores imágenes satelitales confirmaron que tal pérdida no se había producido aún.
Tras una fuga en el sistema de refrigeración, entró agua en la sala de máquinas, lo que llevó al Consejo de Seguridad de las Naciones Unidas a celebrar una reunión especial al respecto en julio de 2020.
El 15 de julio de 2020, las Naciones Unidas advirtieron que el FSO Safer podría derramar cuatro veces más petróleo que en el desastre del Exxon Valdez.
El 24 de septiembre de 2020, el embajador de Arabia Saudita ante las Naciones Unidas escribió en una carta que los expertos habían observado que "se sospecha que una tubería conectada al barco se separó de los estabilizadores que lo sujetan al fondo y ahora está flotando en el superficie del mar". A fines de noviembre, los líderes de las Naciones Unidas y los hutíes llegaron a un acuerdo para permitir que un equipo dirigido por la ONU accediera a Safer en enero de 2021 con fines de inspección y reparación. La expedición se retrasó indefinidamente cuando los hutíes no proporcionaron una carta que garantizara la seguridad del grupo.
En octubre de 2021, se informó que el FSO Safer corría riesgo inminente de hundimiento, incendio o explosión. Un derrame masivo sería desastroso, cerrando los puertos de Hudaydah y As-Salif durante semanas, interrumpiendo la ayuda alimentaria de la que dependía la mitad de la población del país. Esto también podría haber causado una falta de combustible, necesario para bombear o entregar agua, y podría haber interrumpido las plantas de desalinización en el área. Un derrame también habría imposibilitado la industria pesquera, de la que 1.7 millones de personas dependen, y podría haber interrumpido el comercio mundial que pasa por el Mar Rojo y el Canal de Suez. El costo potencial de los daños fue estimado en $ 20 mil millones.
El 5 de marzo de 2022, Mohammed al-Houthi firmó un acuerdo con las Naciones Unidas para bombear el petróleo que aún se encontraba en el petrolero a otro barco, para evitar un posible desastre. El costo de la operación de salvamento fue estimado en $ 80-144 millones. Una conferencia celebrada el 10 de mayo de 2022 en los Países Bajos recaudó menos de $40 millones de los $80 millones de costo de trasladar el petróleo a un buque de almacenamiento temporal. La ONU lanzó una campaña de micromecenazgo, pidiendo contribuciones a los miembros del público también.
En septiembre de 2022, la ONU declaró que había sido recaudado suficiente dinero para llevar a cabo la primera fase de la operación y que esperaba que los países proporcionaran los fondos que habían prometido.

## Salvamento
En marzo de 2023, en un comunicado de Achim Steiner, se anunció que el Programa de las Naciones Unidas para el Desarrollo (PNUD) había comprado el Safer, junto con un buque cisterna en proceso de reacondicionamiento en China para comenzar la primera fase de la operación para eliminar aproximadamente 1,14 millones de barriles de crudo. Se estimaba que la operación costaría US$129 millones, de los cuales US$75 millones se habían recibido y otros 20 millones habían sido prometidos. En abril de 2023, el petrolero Nautica salió de China para almacenar el petróleo descargado del Safer . En mayo de 2023 se inició una operación de Naciones Unidas para extraer 1,1 millones de barriles de petróleo. Un buque de salvamento especializado, tripulado por un equipo de expertos, llegó con éxito al FSO Safer. El 12 de junio de 2023, el PNUD anunció que había obtenido con éxito la cobertura de seguro para la operación de salvamento, que era necesaria para que pudiera continuar. Un mes después, el 15 de julio de 2023, el Ministerio de Asuntos Exteriores de los Países Bajos, que previamente había aportado 15 millones de euros al proyecto, anunció que la empresa holandesa de salvamento Boskalis/SMIT Salvage había recibido el visto bueno para dirigirse a la costa de Yemen para extraer petróleo del petrolero abandonado. La extracción comenzó alrededor del 24 de julio de 2023, y concluyó el 11 de agosto de 2023.